# Biblioteca Giudaica Principale
La Biblioteca Giudaica Principale (in polacco: Główna Biblioteka Judaistyczna) o Biblioteca Giudaica Centrale (in polacco: Centralna Biblioteka Judaistyczna) fu una biblioteca, situata a Varsavia, che raccolse le pubblicazioni relative al giudaismo e alla storia degli Ebrei in Polonia. 

## Descrizione
Inizialmente conosciuta come biblioteca della Grande Sinagoga di Varsavia, fu fondata tra gli anni 1879-1880 su iniziativa di Ludwik Natanson. I fondi per la creazione della biblioteca vennero ottenuti grazie ad una raccolta organizzata dalla comunità ebraica della città. Successivamente, la biblioteca venne finanziata da privati e dal comitato della Sinagoga. Nell’ambito della biblioteca, per molti anni, operò anche la Commissione Storica (in polacco: Komisja Historyczna) che si occupò, fino al 1914, dell'acquisizione delle pubblicazioni, soprattutto documenti di archivi, Kehillot (le cosiddette "parrocchie ebraiche”, Kehilla - struttura teocratica organizzativa nell'antica società israelitica) e vari manoscritti. Il comitato era presieduto da Samuel Poznański, mentre uno dei membri più longevi della biblioteca fu Mojżesz Moszkowski.
Su iniziativa di Mojżesz Schorr, nel 1928 cominciarono i lavori per la costruzione di una nuova sede della biblioteca, terminati otto anni dopo. Venne così eretto il nuovo edificio, progettato da Edward Eber, in via (in polacco: ulica, abbrev. ul.) Tłomackie 3/5. Nello stesso palazzo si trovava anche la sede dell’Istituto di Studi Giudaici (in polacco: Instytut Nauk Judaistycznych w Warszawie). Lo stile della costruzione prendeva ispirazione dallo storicismo e riprendeva lo stile della Grande Sinagoga di Varsavia, situata accanto a essa.
Dal novembre 1940 al marzo 1942, la biblioteca fece parte del Ghetto ebraico. L’edificio ospitò la sede della Żydowska Samopomoc Społeczna (abbrev. ŻSS, in italiano: Deputazione Ebraica Di Assistenza e Servizio Sociale) e rappresentò una tappa per gli ebrei in fuga dalla Germania. Il palazzo, nonostante i danni, sopravvisse sia alla rivolta del ghetto che alla rivolta di Varsavia. Tutti gli archivi della biblioteca (circa 40.000 unità) furono depredati dai tedeschi ma, dopo la guerra, alcuni di essi furono recuperati.
Il 16 maggio 1943, a causa dell' esplosione volontaria dell' adiacente Grande Sinagoga, all’interno della biblioteca scoppiò un incendio. Le tracce sul pavimento dell’atrio e al piano terrarimangono a testimonianza dell'avvenimento. 

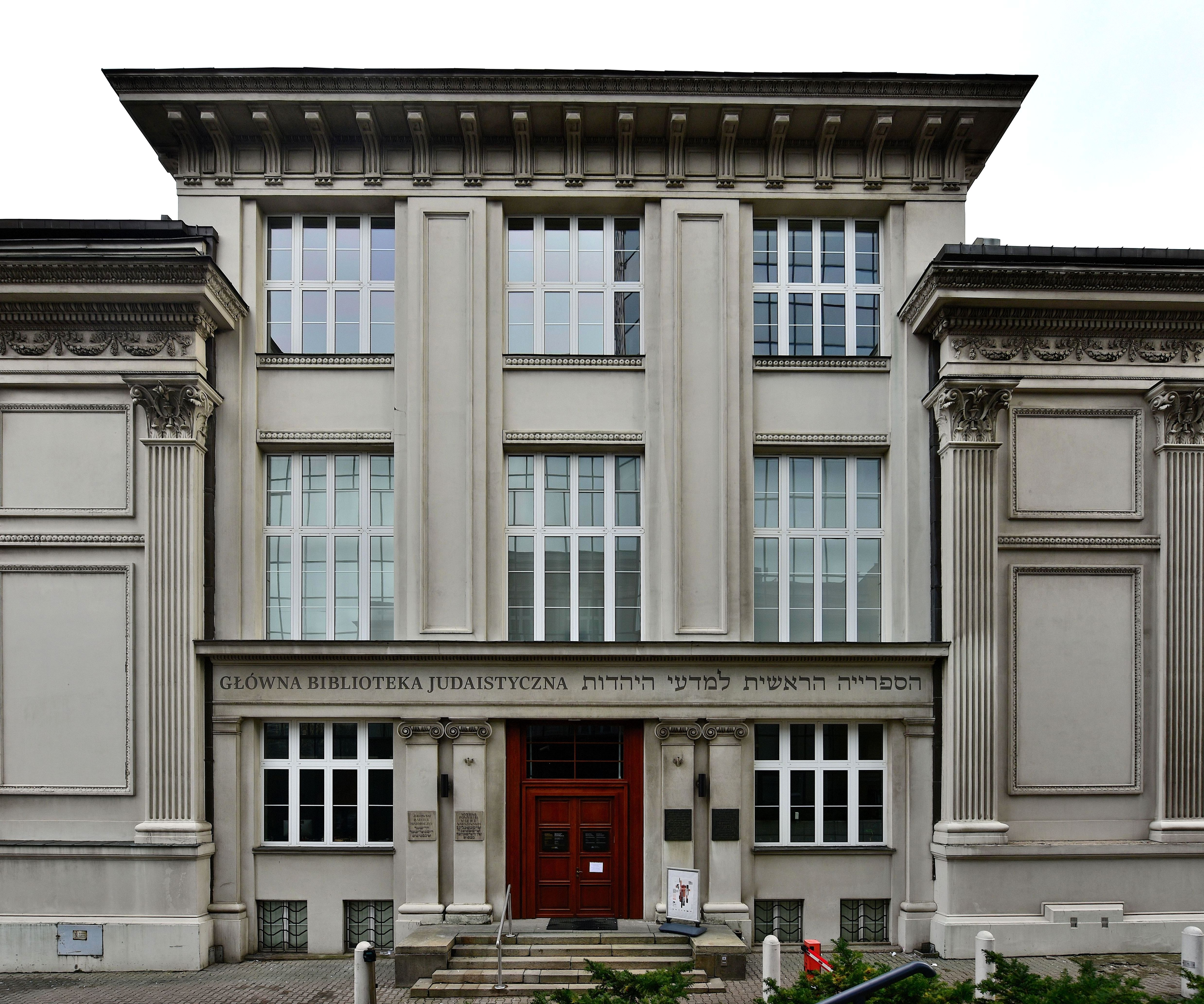
l'ingresso principale dell'edificio, dove si trova l'iscrizione prebellica in polacco e ebraico, ricreata nel 2016.

Attualmente, al posto della ex biblioteca, si trova l'Istituto Storico Ebraico di Varsavia.
Uno dei monumenti ai confini del Ghetto di Varsavia commemora l’area appartenente al ghetto, in cui si trovavano la Biblioteca e la Grande Sinagoga. La lapide venne eretta nel 2008 e si trova in ul. Bielańska, vicino a ul. A. Corazzi. 
Nel maggio 2016 venne ricreata, in polacco e in ebraico, l'iscrizione prebellica Główna Biblioteka Judaistyczna (in italiano: La Biblioteca Giudaica Principale), posta sopra l'ingresso principale dell'attuale edificio.